# Усть-Ордынское муниципальное образование
Усть-Ордынское муниципальное образование — муниципальное образование со статусом сельского поселения в
Эхирит-Булагатском районе Иркутской области России.
Административный центр — посёлок Усть-Ордынский (единственный населённый пункт).
Представительный орган местного самоуправления — дума муниципального образования, состоящая из 16 депутатов, избираемых сроком на 5 лет.

## Демография
| 2010    | 2011    | 2012    | 2013    | 2014    | 2015    | 2016    |
| ------- | ------- | ------- | ------- | ------- | ------- | ------- |
| 14 891  | ↘14 836 | ↘14 644 | ↘14 456 | ↘14 314 | ↗14 401 | ↗14 510 |
| 2017    | 2018    | 2019    | 2020    |         |         |         |
| ↗14 557 | ↗14 736 | ↗15 015 | ↗15 278 |         |         |         |

По результатам Всероссийской переписи населения 2010 года население состояло из 6803 мужчин и 8088 женщин.